# Llista d'asteroides/190101-190200
| Nom      | Designació provisional | Data de descobriment   | Lloc de descobriment | Descobridor/s       |
| -------- | ---------------------- | ---------------------- | -------------------- | ------------------- |
| 190101 - | 2004 TR264             | 9 d'octubre de 2004    | Kitt Peak            | Spacewatch          |
| 190102 - | 2004 TK268             | 9 d'octubre de 2004    | Kitt Peak            | Spacewatch          |
| 190103 - | 2004 TP285             | 8 d'octubre de 2004    | Socorro              | LINEAR              |
| 190104 - | 2004 TU287             | 9 d'octubre de 2004    | Socorro              | LINEAR              |
| 190105 - | 2004 TM290             | 10 d'octubre de 2004   | Kitt Peak            | Spacewatch          |
| 190106 - | 2004 TV308             | 10 d'octubre de 2004   | Socorro              | LINEAR              |
| 190107 - | 2004 TY333             | 9 d'octubre de 2004    | Kitt Peak            | Spacewatch          |
| 190108 - | 2004 TQ345             | 14 d'octubre de 2004   | Kitt Peak            | Spacewatch          |
| 190109 - | 2004 TX355             | 7 d'octubre de 2004    | Socorro              | LINEAR              |
| 190110 - | 2004 TD356             | 10 d'octubre de 2004   | Palomar              | NEAT                |
| 190111 - | 2004 TJ356             | 14 d'octubre de 2004   | Anderson Mesa        | LONEOS              |
| 190112 - | 2004 TV366             | 10 d'octubre de 2004   | Kitt Peak            | Spacewatch          |
| 190113 - | 2004 UX2               | 18 d'octubre de 2004   | Socorro              | LINEAR              |
| 190114 - | 2004 VH12              | 3 de novembre de 2004  | Catalina             | CSS                 |
| 190115 - | 2004 VY13              | 4 de novembre de 2004  | Socorro              | LINEAR              |
| 190116 - | 2004 VU35              | 3 de novembre de 2004  | Kitt Peak            | Spacewatch          |
| 190117 - | 2004 VB57              | 5 de novembre de 2004  | Socorro              | LINEAR              |
| 190118 - | 2004 VR60              | 10 de novembre de 2004 | Wrightwood           | J. W. Young         |
| 190119 - | 2004 VA64              | 10 de novembre de 2004 | Socorro              | LINEAR              |
| 190120 - | 2004 VS72              | 9 de novembre de 2004  | Catalina             | CSS                 |
| 190121 - | 2004 WJ8               | 19 de novembre de 2004 | Catalina             | CSS                 |
| 190122 - | 2004 WZ9               | 30 de novembre de 2004 | Palomar              | NEAT                |
| 190123 - | 2004 XQ6               | 2 de desembre de 2004  | Socorro              | LINEAR              |
| 190124 - | 2004 XR16              | 10 de desembre de 2004 | Pla D'Arguines       | R. Ferrando         |
| 190125 - | 2004 XZ177             | 12 de desembre de 2004 | Kitt Peak            | Spacewatch          |
| 190126 - | 2004 XY190             | 11 de desembre de 2004 | Campo Imperatore     | CINEOS              |
| 190127 - | 2004 YY2               | 17 de desembre de 2004 | Socorro              | LINEAR              |
| 190128 - | 2004 YY30              | 18 de desembre de 2004 | Socorro              | LINEAR              |
| 190129 - | 2005 CP4               | 1 de febrer de 2005    | Kitt Peak            | Spacewatch          |
| 190130 - | 2005 CR25              | 4 de febrer de 2005    | Antares              | Antares Observatory |
| 190131 - | 2005 CJ60              | 4 de febrer de 2005    | Socorro              | LINEAR              |
| 190132 - | 2005 JY1               | 4 de maig de 2005      | Catalina             | CSS                 |
| 190133 - | 2005 LU35              | 11 de juny de 2005     | Kitt Peak            | Spacewatch          |
| 190134 - | 2005 NF60              | 9 de juliol de 2005    | Kitt Peak            | Spacewatch          |
| 190135 - | 2005 QE30              | 26 d'agost de 2005     | Palomar              | NEAT                |
| 190136 - | 2005 QW50              | 26 d'agost de 2005     | Palomar              | NEAT                |
| 190137 - | 2005 QM157             | 30 d'agost de 2005     | Palomar              | NEAT                |
| 190138 - | 2005 RW27              | 10 de setembre de 2005 | Anderson Mesa        | LONEOS              |
| 190139 - | 2005 RV32              | 14 de setembre de 2005 | Vallemare di Borbona | V. S. Casulli       |
| 190140 - | 2005 ST26              | 23 de setembre de 2005 | Kitt Peak            | Spacewatch          |
| 190141 - | 2005 SU63              | 26 de setembre de 2005 | Kitt Peak            | Spacewatch          |
| 190142 - | 2005 SX109             | 26 de setembre de 2005 | Kitt Peak            | Spacewatch          |
| 190143 - | 2005 SD130             | 29 de setembre de 2005 | Anderson Mesa        | LONEOS              |
| 190144 - | 2005 SR151             | 25 de setembre de 2005 | Kitt Peak            | Spacewatch          |
| 190145 - | 2005 SN164             | 27 de setembre de 2005 | Palomar              | NEAT                |
| 190146 - | 2005 SH174             | 29 de setembre de 2005 | Anderson Mesa        | LONEOS              |
| 190147 - | 2005 SA191             | 29 de setembre de 2005 | Anderson Mesa        | LONEOS              |
| 190148 - | 2005 SS197             | 30 de setembre de 2005 | Kitt Peak            | Spacewatch          |
| 190149 - | 2005 SU198             | 30 de setembre de 2005 | Mount Lemmon         | Mount Lemmon Survey |
| 190150 - | 2005 SM214             | 30 de setembre de 2005 | Catalina             | CSS                 |
| 190151 - | 2005 SR257             | 18 de setembre de 2005 | Palomar              | NEAT                |
| 190152 - | 2005 TG28              | 1 d'octubre de 2005    | Anderson Mesa        | LONEOS              |
| 190153 - | 2005 TK45              | 3 d'octubre de 2005    | Catalina             | CSS                 |
| 190154 - | 2005 TL83              | 3 d'octubre de 2005    | Socorro              | LINEAR              |
| 190155 - | 2005 TW103             | 8 d'octubre de 2005    | Socorro              | LINEAR              |
| 190156 - | 2005 TG105             | 8 d'octubre de 2005    | Catalina             | CSS                 |
| 190157 - | 2005 TN106             | 10 d'octubre de 2005   | Kitt Peak            | Spacewatch          |
| 190158 - | 2005 TR153             | 7 d'octubre de 2005    | Socorro              | LINEAR              |
| 190159 - | 2005 TD173             | 13 d'octubre de 2005   | Socorro              | LINEAR              |
| 190160 - | 2005 TE173             | 13 d'octubre de 2005   | Socorro              | LINEAR              |
| 190161 - | 2005 TJ174             | 7 d'octubre de 2005    | Socorro              | LINEAR              |
| 190162 - | 2005 UM45              | 22 d'octubre de 2005   | Catalina             | CSS                 |
| 190163 - | 2005 UY54              | 23 d'octubre de 2005   | Catalina             | CSS                 |
| 190164 - | 2005 UB60              | 25 d'octubre de 2005   | Anderson Mesa        | LONEOS              |
| 190165 - | 2005 US115             | 23 d'octubre de 2005   | Palomar              | NEAT                |
| 190166 - | 2005 UP156             | 31 d'octubre de 2005   | Kitt Peak            | Spacewatch          |
| 190167 - | 2005 UW158             | 26 d'octubre de 2005   | Gnosca               | S. Sposetti         |
| 190168 - | 2005 UE170             | 24 d'octubre de 2005   | Kitt Peak            | Spacewatch          |
| 190169 - | 2005 UD190             | 27 d'octubre de 2005   | Mount Lemmon         | Mount Lemmon Survey |
| 190170 - | 2005 UT215             | 25 d'octubre de 2005   | Kitt Peak            | Spacewatch          |
| 190171 - | 2005 UA216             | 25 d'octubre de 2005   | Kitt Peak            | Spacewatch          |
| 190172 - | 2005 UQ230             | 25 d'octubre de 2005   | Catalina             | CSS                 |
| 190173 - | 2005 UJ354             | 29 d'octubre de 2005   | Catalina             | CSS                 |
| 190174 - | 2005 UA364             | 27 d'octubre de 2005   | Kitt Peak            | Spacewatch          |
| 190175 - | 2005 UR368             | 27 d'octubre de 2005   | Kitt Peak            | Spacewatch          |
| 190176 - | 2005 UM390             | 29 d'octubre de 2005   | Mount Lemmon         | Mount Lemmon Survey |
| 190177 - | 2005 UQ397             | 28 d'octubre de 2005   | Catalina             | CSS                 |
| 190178 - | 2005 UQ411             | 31 d'octubre de 2005   | Mount Lemmon         | Mount Lemmon Survey |
| 190179 - | 2005 UT411             | 31 d'octubre de 2005   | Mount Lemmon         | Mount Lemmon Survey |
| 190180 - | 2005 UC478             | 27 d'octubre de 2005   | Anderson Mesa        | LONEOS              |
| 190181 - | 2005 VM16              | 3 de novembre de 2005  | Socorro              | LINEAR              |
| 190182 - | 2005 VZ42              | 4 de novembre de 2005  | Kitt Peak            | Spacewatch          |
| 190183 - | 2005 VX73              | 1 de novembre de 2005  | Mount Lemmon         | Mount Lemmon Survey |
| 190184 - | 2005 VT78              | 6 de novembre de 2005  | Kitt Peak            | Spacewatch          |
| 190185 - | 2005 WO30              | 21 de novembre de 2005 | Kitt Peak            | Spacewatch          |
| 190186 - | 2005 WM31              | 21 de novembre de 2005 | Kitt Peak            | Spacewatch          |
| 190187 - | 2005 WB39              | 25 de novembre de 2005 | Mount Lemmon         | Mount Lemmon Survey |
| 190188 - | 2005 WF73              | 25 de novembre de 2005 | Catalina             | CSS                 |
| 190189 - | 2005 WA76              | 25 de novembre de 2005 | Kitt Peak            | Spacewatch          |
| 190190 - | 2005 WD88              | 28 de novembre de 2005 | Mount Lemmon         | Mount Lemmon Survey |
| 190191 - | 2005 WG103             | 26 de novembre de 2005 | Catalina             | CSS                 |
| 190192 - | 2005 WJ147             | 25 de novembre de 2005 | Catalina             | CSS                 |
| 190193 - | 2005 WM158             | 28 de novembre de 2005 | Socorro              | LINEAR              |
| 190194 - | 2005 WF178             | 30 de novembre de 2005 | Kitt Peak            | Spacewatch          |
| 190195 - | 2005 WT179             | 21 de novembre de 2005 | Catalina             | CSS                 |
| 190196 - | 2005 XE27              | 4 de desembre de 2005  | Kitt Peak            | Spacewatch          |
| 190197 - | 2005 XS29              | 7 de desembre de 2005  | Socorro              | LINEAR              |
| 190198 - | 2005 XO84              | 9 de desembre de 2005  | Socorro              | LINEAR              |
| 190199 - | 2005 YH111             | 25 de desembre de 2005 | Kitt Peak            | Spacewatch          |
| 190200 - | 2005 YZ138             | 27 de desembre de 2005 | Mount Lemmon         | Mount Lemmon Survey |